# 青木拓磨
青木 拓磨（あおき たくま、1974年2月24日 - ）は、日本のオートバイ・ロードレースライダー、現在はプロレーサー。群馬県北群馬郡子持村（現：渋川市）出身。「青木三兄弟」の次男であり、兄は青木宣篤、弟は青木治親。

## 経歴

### ロードレースライダー時代
兄弟のふたりと同じくポケバイとミニバイクレースを経て、1990年にロードレースデビュー。1991年に国際A級に特別昇格し、全日本ロードレース選手権GP250クラスに参戦。兄弟ふたりが海外進出しても国内に残り、1994年はGP500クラス廃止により国内最高峰となったスーパーバイククラスへ転向。1995年はホンダワークスのHRCに入り、全日本チャンピオンを獲得した。また、NSR500に乗りワイルドカード枠で出場したロードレース世界選手権日本GPで3位表彰台を獲得した。1996年はスーパーバイククラスの連覇を達成。

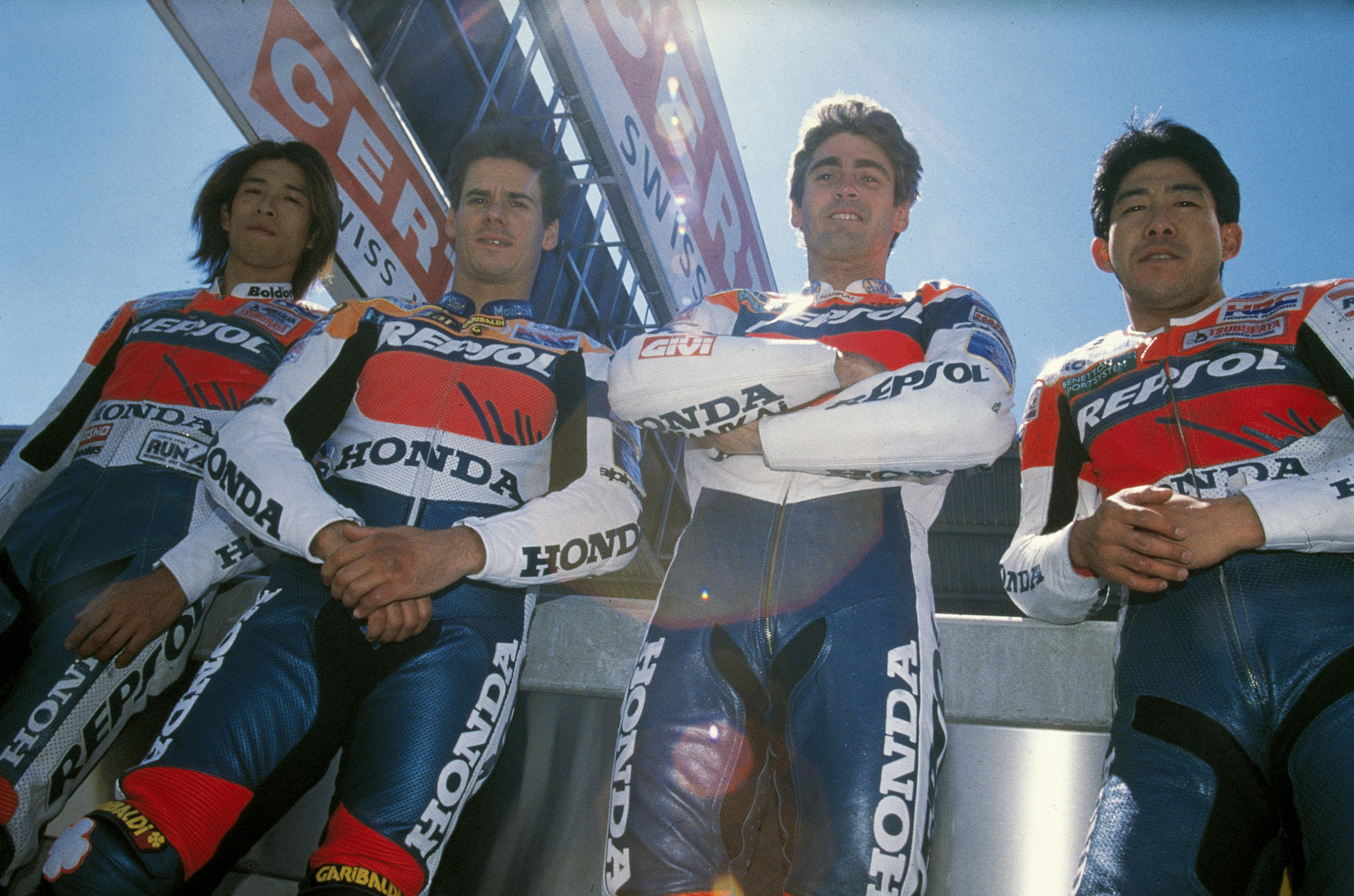
1997年のレプソル・ホンダのライダーたち。左から青木、クリビーレ、ドゥーハン、岡田。

1997年には世界GPのGP500クラス（現：MotoGP）にレプソル・ホンダよりフル参戦。NSR500に比べ戦闘力の劣るNSR500Vながら、開幕戦マレーシアGPで一時トップを走行。イモラでは宣篤と兄弟で表彰台に立ち、最終戦オーストラリアはアレックス・クリビーレと優勝を争い、僅差の2位。フル参戦初年度ながら表彰台を3回獲得し、年間ランキング5位を獲得した。
1998年、シーズン前に結婚し、公私ともに充実した時に事故に見舞われる。2月に栃木にあるホンダのテストコースでテスト走行中、右コーナーでハイサイドを起こし、バイクのタンクに乗りかかる格好でコースアウト。速度は50km/hも出ていなかったが、バリアに頭部から突っ込み、脊髄損傷のため下半身不随となる。

### 四輪ドライバーとして現役復帰
事故翌年の1999年、車椅子に乗って復帰し、ホンダ・レーシング助監督に就任。また、テレビ解説や子供向けバイク教室、参加型ミニバイクレース「レン耐」のプロデュースなど、モータースポーツ普及活動に精力的に取り組む。
それでも、レーサーとしての情熱を諦めることはできず、レース中の事故で下半身不随となった元F1ドライバーのクレイ・レガッツォーニに刺激され、レース復帰を目指す。手動カート「ハンドドライブ・クロス（HDX）」で実績を積み、レガッツォーニがプロデュースしたイタリア製の身体障がい者用運転補助装置「グイドシンプレックス」を取り付けた改造車で海外ラリーに参戦。2007年、アジア・クロスカントリーラリー（タイ）に出場し総合7位、2008年は総合19位・市販車改造ディーゼルクラス優勝、2011年は総合3位の成績を残した。2009年にはダカール・ラリーに初参戦。

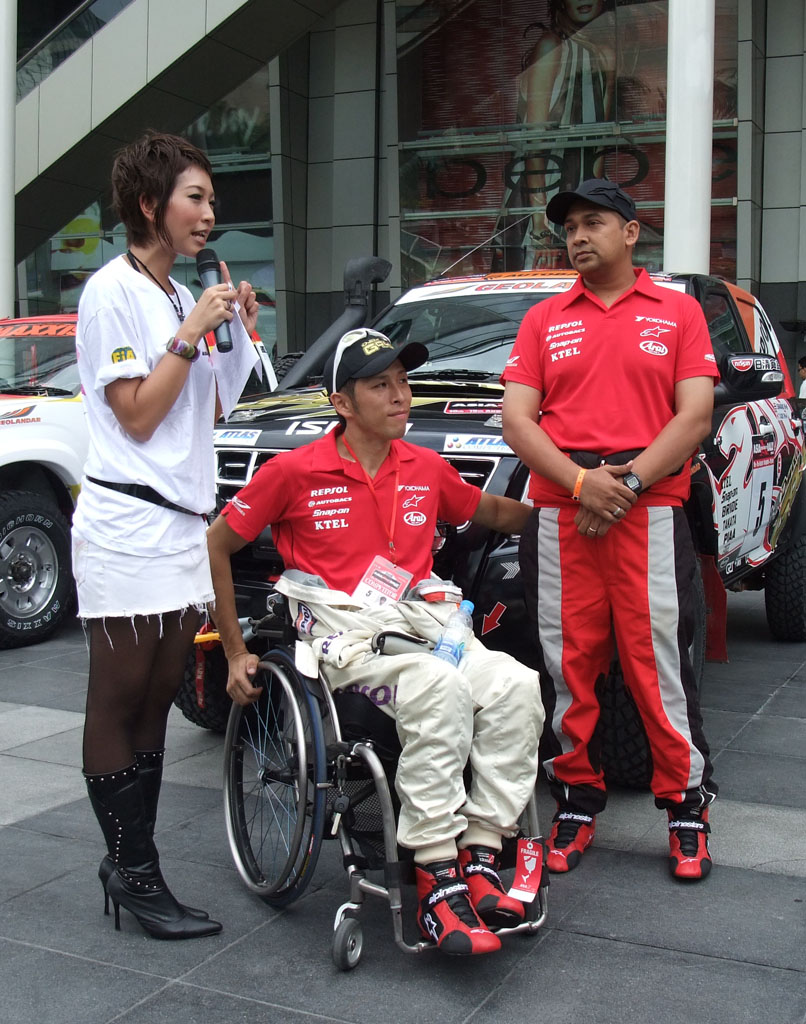
2008年アジア・クロスカントリーラリーの青木

最初に日本自動車連盟（JAF）に競技ライセンスを申請した際には「体に50%の障がいがある人には発給できない」と断られた。その後、発給されたライセンスはジムカーナ・ラリーレイド・ダートトライアルなど単独走に限定され、他車と競争するレースには参加できなかった。これに対し、拓磨本人も手動での車両操作機構の開発を引き続き進めると共に、出場可能なナンバー付きヴィッツレースで腕前をアピール。さらに、友人である土屋武士らが中心となってJAFに働きかけを行った結果、2010年にライセンスの限定が解除され、国内のサーキットレース参戦が可能になった。14年ぶりに全日本クラスの競技に復帰し、スーパー耐久シリーズST4クラスに土屋と組んで参戦。
2013年には国際自動車連盟 (FIA) から国際競技ライセンスを発給され、現在はレーシングドライバーとしてGTアジア、アジアン・ル・マン・シリーズなど海外のレースにも出場し、「優勝」することを目標に挑戦している。2014年にル・マン24時間レース出場プロジェクトを立ち上げ、2018年にはフランスのSRT41チームより2020年のル・マン24時間レースに特別枠で出場することを発表した（2020年の新型コロナウイルス感染症の影響で計画延期）。また、未来を担う青年やハンディをもつすべての人に、「夢をあきらめない、挑戦し続けること」の素晴らしさを伝えるべく、笑顔と勇気を届けるため、全国各地で講演会や訴求活動をしている。
障がいを負って以降バイクには乗れずにいたが、2019年に治親が代表となり、障がい者ライダーを支援する「サイドスタンドプロジェクト」を設立。同年7月の鈴鹿8時間耐久ロードレースの企画「Takuma Rides Again」にて、21年ぶりにバイクに乗って鈴鹿サーキットを走行した。車両は、下半身不随でも走行できるよう改造された特別仕様のホンダ・CBR1000RRが使用された。同年10月の日本GP（ツインリンクもてぎ）では第二弾としてMotoGPマシンのレプリカ、ホンダ・RC213V-Sに乗り、青木三兄弟揃ってのデモランを行った。11月には「鈴鹿Sound of ENGINE 2019」にて、レース中の事故で下半身不随となった元世界GP500王者ウェイン・レイニーとデモランを行った。
2023年、アジアクロスカントリーラリーで総合優勝を達成した。

## 略歴
- 1982年 - 初めてポケバイに乗る
- 1983年 - ポケバイレース開始
- 1986年 - ミニバイクレース開始
- 1990年 - ロードレースデビュー
- 1991年 - 国際A級特別昇格

全日本ロードレース選手権GP250 ランキング13位（日清カップヌードル・ホンダ）
- 1992年 - 全日本ロードレース選手権GP250 ランキング4位

鈴鹿8時間耐久ロードレース9位（RVF750）
- 1993年 - 全日本ロードレース選手権GP250 ランキング2位

鈴鹿8時間耐久ロードレース3位（マイク・スミス／RVF750）
- 1994年 - 全日本ロードレース選手権スーパーバイク ランキング2位（6勝）
- 1995年 - 全日本ロードレース選手権スーパーバイク チャンピオン（5勝／HRC／RVF/RC45）
- 1996年 - 全日本ロードレース選手権スーパーバイク チャンピオン（8勝／HRC／RVF/RC45）

鈴鹿8時間耐久ロードレース3位（カール・フォガティ／RVF/RC45）
- 1997年 - ロードレース世界選手権GP500 ランキング5位（レプソル・ホンダ／NSR500V）

鈴鹿8時間耐久ロードレースリタイヤ（ウルトラマンレーシング／RVF/RC45）
- 1998年 - 2月 開幕前のホンダテストコースで脊椎を損傷
- 1999年 - ホンダレーシング助監督に就任
- 2000年 - チームキャビンホンダ助監督
- 2001年 - チームキャビンホンダ助監督
- 2002年 - ホンダモーターサイクルジャパン レーシングアドバイザー
- 2005年 - ハンドドライブクロス選手権参戦
- 2007年 - FIAアジアクロスカントリーラリー　T1-G　クラス2位　（team takuma-gp／三菱・トライトン）
- 2008年 - FIAアジアクロスカントリーラリー　T2-D　クラス優勝　（team takuma-gp／いすゞ・D-MAX）
- 2009年 - ダカール・ラリー　T2-2 リタイヤ （青木孝次／team takuma-gp／いすゞ・D-MAX）

FIAアジアクロスカントリーラリー　T2-D　（team takuma-gp／いすゞ・D-MAX）
- 2010年 - HONDA EXCITING CUP CIVIC INTER 参戦

FIAアジアクロスカントリーラリー　T2-D　（team takuma-gp／いすゞ・D-MAX）
- 2011年　FIAアジアクロスカントリーラリー　総合3位　T1-Dクラス3位（team takuma-gp／いすゞ・D-MAX）
- 2012年　スーパー耐久ST-2クラス年間ランキング3位

FIAアジアクロスカントリーラリー　T1-D　（team takuma-gp／いすゞ・D-MAX）
- 2013年　FIA GT ASIA　FUJIラウンド　GTMクラス5位 （DIJON RACING／シボレー・コルベットGT3)

FIAアジアクロスカントリーラリー　T1-D　（team takuma-gp／いすゞ・D-MAX）
- 2014年　FIA GT ASIA KOREAラウンド GTMクラス　第1戦＆第2戦　2戦連続優勝　ディランゴレーシング　ランボルギーニ・ガヤルドGT3
- 2020年　FIAフォーミュラEのサポートレースである国際EVシリーズFIA ジャガー I-Pace eTrophy（英語版）に、第3ラウンドメキシコシティよりTEAM YOKOHAMA CHALLENGEより参戦。
- 2021年　8月21日16:00スタート、8月22日16:00フィニッシュのFIA世界耐久選手権第4戦/第89回ル・マン24時間耐久レースにて、四肢切断レーサーのフレデリック・ソーセと共にイノベーティブ・クラス（旧ガレージ56枠）からLMP2マシンで参戦。総合32位で無事完走を果たす[7]。
- 2023年 TOYOTA GAZOO Racing Indonesiaよりトヨタ・フォーチュナーでアジアクロスカントリーラリーに参戦、参戦14回目にして初の総合優勝を果たした[8]。

### ロードレース世界選手権
1993年からのポイントシステム：
| 順位     | 1  | 2  | 3  | 4  | 5  | 6  | 7 | 8 | 9 | 10 | 11 | 12 | 13 | 14 | 15 |
| ポイント | 25 | 20 | 16 | 13 | 11 | 10 | 9 | 8 | 7 | 6  | 5  | 4  | 3  | 2  | 1  |

- 凡例
- ボールド体のレースはポールポジション、イタリック体のレースはファステストラップを記録。

| 年     | クラス | チーム                | マシン  | 1     | 2     | 3      | 4      | 5      | 6     | 7      | 8     | 9     | 10    | 11     | 12    | 13    | 14    | 15    | ポイント | 順位 | 勝利数 |
| ------ | ------ | --------------------- | ------- | ----- | ----- | ------ | ------ | ------ | ----- | ------ | ----- | ----- | ----- | ------ | ----- | ----- | ----- | ----- | -------- | ---- | ------ |
| 1993年 | 250cc  | カップヌードル-ホンダ | NSR250  | AUS - | MAL - | JPN 8  | ESP -  | AUT -  | GER - | NED -  | EUR - | RSM - | GBR - | CZE -  | ITA - | USA - | FIM - |       | 8        | 24位 | 0      |
| 1994年 | 250cc  | カップヌードル-ホンダ | NSR250  | AUS - | MAL - | JPN 5  | ESP -  | AUT -  | GER - | NED -  | ITA - | FRA - | GBR - | CZE -  | USA - | ARG - | EUR - |       | 11       | 20位 | 0      |
| 1995年 | 500cc  | HRC-ホンダ            | NSR500  | AUS - | MAL - | JPN 3  | ESP -  | GER -  | ITA - | NED -  | FRA - | GBR - | CZE - | BRA -  | ARG - | EUR - |       |       | 16       | 23位 | 0      |
| 1996年 | 500cc  | HRC-ホンダ            | NSR500  | MAL - | INA - | JPN NC | ESP -  | ITA -  | FRA - | NED -  | GER - | GBR - | AUT - | CZE -  | IMO - | CAT - | BRA - | AUS - | 0        | -    | 0      |
| 1997年 | 500cc  | レプソル-ホンダ       | NSR500V | MAL 5 | JPN 4 | ESP 4  | ITA NC | AUT NC | FRA 5 | NED NC | IMO 3 | GER 3 | BRA - | GBR 10 | CZE 6 | CAT 7 | INA 7 | AUS 2 | 134      | 5位  | 0      |

### FIA 世界耐久選手権
| 年     | チーム            | シャシー           | クラス    | 1   | 2   | 3   | 4      | 5   | 6   | 順位 | ポイント |
| ------ | ----------------- | ------------------ | --------- | --- | --- | --- | ------ | --- | --- | ---- | -------- |
| 2021年 | Association SRT41 | オレカ07・ギブソン | Garage 56 | SPA | POR | MNZ | LMN 32 | BHR | BHR | NC   | 0        |

### ル・マン24時間レース
| ル・マン24時間レース 結果 | ル・マン24時間レース 結果 | ル・マン24時間レース 結果             | ル・マン24時間レース 結果    | ル・マン24時間レース 結果 | ル・マン24時間レース 結果 | ル・マン24時間レース 結果 | ル・マン24時間レース 結果 |
| 年                        | チーム                    | コ・ドライバー                        | 使用車両                     | クラス                    | 周回                      | 順位                      | クラス 順位               |
| ------------------------- | ------------------------- | ------------------------------------- | ---------------------------- | ------------------------- | ------------------------- | ------------------------- | ------------------------- |
| 2021年                    | アソシエーション・SRT41   | ナイジェル・ベイリー マシュー・ライエ | オレカ・07 - ギブソン・GK428 | INN                       | 334                       | 32位                      | -                         |

## バイク関連以外での受賞歴
- アクアピースゴールデンハート賞（2001年） ※アクアピースネットワーク主催[9]

## 出演

### テレビ番組
- ウルトラマンティガ 第15話「幻の疾走」アオキ・タクマ 役（MBS、1996年12月14日）
- ウルトラマンダイナ 第19話「夢幻の鳥」アオキ・タクマ 役（MBS、1998年1月17日）
- 宇宙一せまい授業!（あっ!とおどろく放送局-2008年7月13日）
- アスリートLiveTV「青木拓磨の挑戦・アジアクロスカントリーラリー」（BS日テレ、2008年10月26日）
- WILL～それでも僕は走り続ける～「車いすのレーサー・青木拓磨』（テレビ東京、2014年3月26日）
- 『BS1スペシャル・車いすレーサー青木拓磨 ル・マンに挑む』（NHK BS1、2021年10月16日）

### CM
- 円谷プロダクション

### 映画
- リスタート:ランウェイ〜エピソード・ゼロ  渡辺 役（2019年9月20日）